# فنانتریپلاتین
فنانتریپلاتین (به انگلیسی: Phenanthriplatin) یا cis-[Pt(NH۳)۲-(phenanthridine)Cl]NO۳ یک کاندیدای جدید دارویی است. این ماده به خانواده ای از عوامل مبتنی بر پلاتین(II) تعلق دارد که شامل سیس‌پلاتین، اکسالی‌پلاتین و کاربوپلاتین است. فنانتریپلاتین توسط پروفسور استیون جی. لیپارد در مؤسسه فناوری ماساچوست کشف شد و در حال حاضر توسط شرکت Blend Therapyics برای استفاده بالقوه در درمان سرطان‌های انسانی در حال توسعه است.